# Alva (Floride)
Pour les articles homonymes, voir Alva.
Alva est une census-designated place située dans le comté de Lee, dans l’État de Floride, aux États-Unis.
Alva fait partie de l’agglomération de Cape Coral–Fort Myers.

## Démographie
| 2000  | 2010  | - | - | - | - |
| ----- | ----- | - | - | - | - |
| 2 177 | 2 596 | - | - | - | - |

Lors du recensement de 2000, elle comptait 2 182 habitants.

## Personnalités
- Ross Chastain (1992-), pilote de NASCAR

## Source
- (en) Cet article est partiellement ou en totalité issu de l’article de Wikipédia en anglais intitulé « Alva, Florida » (voir la liste des auteurs).